# Ким Чхан Сон (легкоатлет)
Ким Чхан Сон (кор. 김창선; род. 11 апреля 1952) — северокорейский бегун-марафонец, выступавший на международном уровне в 1966—1978 годах. Победитель и призёр ряда крупных международных стартов, участник двух летних Олимпийских игр.

## Биография
Ким Чхан Сон родился 11 апреля 1952 года (по другим данным — 11 апреля 1944 года).
Впервые заявил о себе на марафонской дистанции в сезоне 1966 года, когда с результатом 2:42:30 одержал победу на марафоне в Пномпене.
В 1970 году превзошёл всех соперников на марафоне в Гаване (2:19:58.8).
Благодаря череде успешных выступлений в 1972 году вошёл в основной состав северокорейской сборной и удостоился права защищать честь страны на летних Олимпийских играх в Мюнхене — в программе марафона показал время 2:26:45.6, расположившись в итоговом протоколе соревнований на 37-й строке.
В 1975 году финишировал вторым на Марафоне дружбы в Пхеньяне (2:20:32), третьим на Кошицком международном марафоне мира (2:16:36.6).
В 1976 году на марафоне в Пхеньяне пришёл к финишу третьим, установив при этом свой личный рекорд — 2:14:35. Принимал участие в Олимпийских играх в Монреале, где с результатом 2:27:39 занял 44-е место.
На Кошицком марафоне 1978 года с результатом 2:19:59.7 финишировал девятым.
Впоследствии больше не показывал сколько-нибудь значимых результатов на международных стартах.